# A21-es autópálya (Németország)
Az A21-es autópálya (németül: Bundesautobahn 21) egy autópálya Németországban. Hossza 124 km.